# Xanthandrus congensis
Xanthandrus congensis är en tvåvingeart som beskrevs av Charles Howard Curran 1938. Xanthandrus congensis ingår i släktet malblomflugor, och familjen blomflugor.
Artens utbredningsområde är Kongo. Inga underarter finns listade i Catalogue of Life.